# Mireille Mathieu à Moscou
Albums de Mireille Mathieu
Bonsoir Mireille
(1982) Olympia
(2015)
Mireille Mathieu à Moscou est un album live enregistré à Moscou de la chanteuse française Mireille Mathieu sorti en Russie en 1987 sous le label Ariola.

## Chansons de l'album
- Face 1

1. Tous les enfants chantent avec moi (Eddy Marnay/Bobby Goldsboro)
2. Je suis seule ce soir (Rose Noël/Jean Casanova/Paul Durand)
3. My man
4. Santa Maria de la mer (Eddy Marnay/Christian Bruhn)
5. C'est si bon (Henri Betti/André Hornez)
6. Padam-Padam (Henri Contet/Norbert Glanzberg)

- Face 2

1. Bravo tu as gagné (Charles Level/Benny Andersson/Björn Ulvaeus)
2. L'hymne à l'amour (Édith Piaf/Marguerite Monnot)
3. New York, New York (Eddy Marnay/F. Ebb/John Kander)
4. Une femme amoureuse (Eddy Marnay/Robin Gibb/Barry Gibb)
5. Mille colombes (Eddy Marnay/Christian Bruhn)
6. Le temps du muguet